# Bridgeport (Virginie-Occidentale)
Pour les articles homonymes, voir Bridgeport.
Bridgeport est une ville du comté de Harrison en Virginie-Occidentale, aux États-Unis.
Bridgeport est fondée au milieu du XVIIIe siècle par des marchands de fourrures. Le nom de Bridgeport, qui selon la légende serait une déformation de « Bridge Fort », proviendrait du pont (bridge en anglais) sur la Simpson Creek (en), le premier érigé dans le comté de Harrison, en 1803.